# Elizaveta Nikolaevna Koval'skaja
Elizaveta Nikolaevna Koval'skaja, in russo Елизавета Николаевна Ковальская? (Oblast' di Charkiv, 29 luglio 1851 – 1943), è stata una rivoluzionaria russa, fondatrice dell'Unione operaia della Russia meridionale.

## Biografia
Elizaveta era la figlia naturale di un proprietario terriero, il colonnello Nikolaj Solnčev, e di una contadina sua serva. Imparò presto che esistevano i proprietari e i contadini, e che questi potevano essere venduti dai primi, e che esistevano bambini legittimi e illegittimi, e che questi erano oggetti di disprezzo. Un intendente del padre, un giovane alcolizzato, le insegnò a leggere sulle poesie di Puškin, di Lermontov e di Poležaev.
Con la liberazione dei servi, nel 1861, si trasferì a Char'kov e studiò in un ginnasio privato. Un insegnante le fece conoscere la moderna letteratura russa e le riviste progressiste «Russkoe slovo» e «Sovremennik». Frequentava un circolo di studenti e stava finendo il ginnasio quando suo padre morì, lasciandola erede di un grosso patrimonio. Con il giovane fisico Jaroslav Koval'skij, che divenne suo marito, e altri insegnanti e studenti, utilizzò una sua casa come collegio gratuito per aspiranti studentesse universitarie. Nello stesso tempo, durante le domeniche la Koval'skaja faceva scuola agli operai, leggendo loro brani di romanzi, narrando episodi della storia russa e della Rivoluzione francese. Frequentava anche un altro circolo, organizzato dallo studente Kovalevskij, nel quale circolavano libri degli utopisti francesi e si discuteva di politica.
Al rifiuto del governo di consentire alle donne l'accesso agli studi universitari e alla chiusura d'autorità dei circoli, la Koval'skaja si trasferì a San Pietroburgo e si unì a un gruppo di donne, Aleksandra Kornilova, Ol'ga Šlejsner e Sof'ja Perovskaja, che nel 1871 si unirono al circolo Čajkovskij, animato da Mark Natanson e Nikolaj Čajkovskij. Qui maturarono le sue scelte rivoluzionarie.
A causa di una malattia, tornò a Char'kov dove iniziò a ricostituire circoli illegali. Consigliandole i medici un periodo di cura in Svizzera, a Zurigo conobbe l'ambiente dell'emigrazione russa e rimase influenzata da Bakunin. Quando si ristabilì e tornò in Russia, decise anche lei di «andare nel popolo» e fece l'insegnante in una scuola popolare di Kommunar, diffondendo anche opuscoli rivoluzionari. Per evitare l'arresto, fuggì a Pietroburgo poi, sempre in clandestinità, tornò a Char'kov, dove stette a lungo malata. Recuperata la salute, aderì a Zemlja i Volja e organizzò due gruppi operai illegali delle fabbriche Veberg e Rykov.

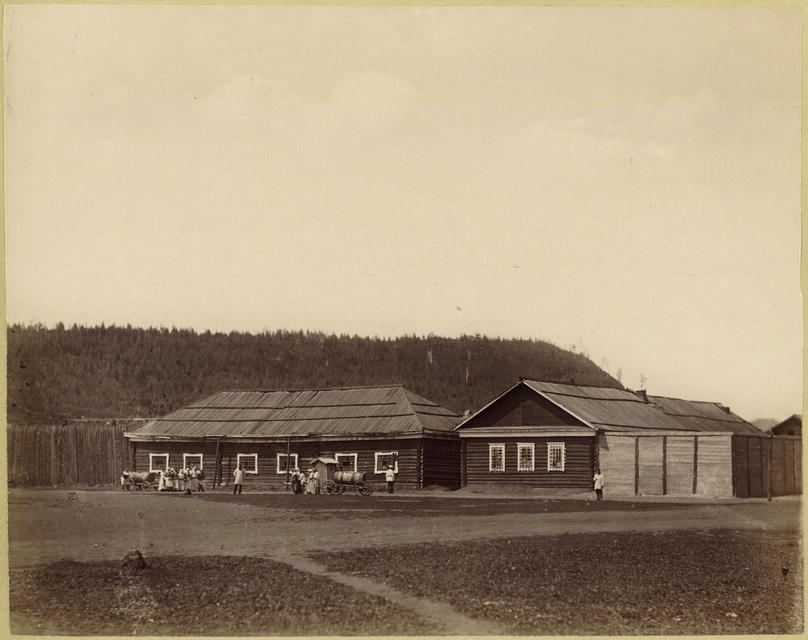
Campo di lavoro forzato a Kara

Nella primavera del 1879, a seguito dell'assassinio del governatore Kropotkin da parte di elementi di Zemlja i Volja, la Koval'skaja si nascose a Char'kov e in altre città, fino a stabilirsi in autunno a Pietroburgo. La scissione di Zemlja i Volja nelle due organizzazioni della Narodnaja Volja e della Ripartizione nera vide Koval'skaja far parte di quest'ultima, insieme con Plechanov, la Zasulič, Pavel Aksel'rod, Osip Aptekman, Nikolaj Ščedrin e altri. Nei primi mesi del 1880 Koval'skaja e Ščedrin andarono a Kiev per organizzarvi un'associazione rivoluzionaria a base operaia, l'Unione operaia della Russia meridionale.
Il programma di Ščedrin e della Koval'skaja non prevedeva agitazioni a carattere politico, ma unicamente economiche e sindacali, secondo la strategia del «terrore economico», minacciando attentati qualora non fossero stati concessi aumenti salariali e riduzioni dell'orario di lavoro. Il 22 ottobre 1880 vennero entrambi arrestati e il 29 maggio 1881 condannati ai lavori forzati a vita. Al processo, la Koval'skaja dichiarò di rifiutarsi di riconoscere l'autorità dei giudici.
Nel 1882 prese la via della Siberia per raggiungere il campo di Kara, presso Nerčinsk. Durante una sosta dei deportati a Irkutsk, Koval'skaja e Sofija Bohomolec' riuscirono a fuggire, ma dopo tre settimane furono scoperte e rimandate a Kara. Da qui, a seguito a conflitti con i guardiani, nella primavera del 1884 fu mandata nel carcere di Irkutsk per esservi detenuta in stato di isolamento. Riuscì a fuggire ancora, travestita da guardia, e fu arrestata dopo più di un mese di latitanza. Condannata a 90 frustate e incatenata, iniziò uno sciopero della fame.
Seguirono nuove punizioni e un altro fallito tentativo di fuga, finché nel 1891 la pena le fu ridotta a venti anni di lavori forzati. Nel settembre del 1892 ottenne il regime di semi-libertà con il permesso di insegnare a Nerčinsk, a gestire una piccola biblioteca pubblica e a lavorare come infermiera nell'ospedale della città. Ne approfittò per diffondere un po' di letteratura illegale e per svolgere propaganda tra i soldati di un battaglione di cosacchi. Si sposò con un detenuto politico polacco, suddito austriaco, così che nel 1903, alla loro liberazione, essendo divenuta anch'essa suddita austriaca, poté lasciare la Russia col divieto però di rientrarvi.
Dall'Austria si trasferì a Ginevra e s'iscrisse al Partito socialista rivoluzionario, ma lo lasciò in breve per formare un gruppo massimalista e collaborare al giornale che ne era l'espressione, «Kommuna» (Коммуна, La Comune). Quando la massimalista russa Tat'jana Leont'eva uccise nel 1907 a Interlaken un cittadino francese, scambiandolo per il ministro Durnovo, uno dei maggiori responsabili delle repressioni del 1905, la Koval'skaja fu sospettata di complicità e dovette fuggire a Parigi. Qui fu arrestata, ma presto rilasciata perché nel frattempo era stata dimostrata la sua estraneità ai fatti.
Rimasta a Parigi, vi costituì un gruppo di massimalisti russi e collaborò al loro giornale «Trudovaja Respublika» (Трудовая Республика, La Repubblica dei lavoratori). Nel 1914, allo scoppio della guerra, entrò in clandestinità per evitare l'internamento previsto per i cittadini tedeschi e austriaci residenti in Francia. Nel 1917, anche con l'aiuto di socialisti francesi, poté rientrare in Russia, dove era stato rovesciato il regime zarista. Nel 1918, dopo la Rivoluzione d'ottobre, fu impiegata nell'Archivio di Stato di Pietrogrado, dedicandosi alla documentazione relativa al movimento rivoluzionario russo, un'occupazione che proseguì dal 1923 a Mosca, come membro del comitato di redazione della rivista «Katorga i ssylka» (Каторга и ссылка, Lavori forzati ed esilio). Morì nel 1943, ultranovantenne.